# Thurbo RABe 526.7
De RABe 526.7 is een elektrisch treinstel van het Stadler Rail type GTW met lagevoer deel bestemd voor het regionaal personenvervoer van Thurbo AG.

## Geschiedenis
Deze treinstellen zijn in de 20e eeuw door Stadler Rail ontwikkeld. De treinen zijn modulair gebouwd.
Op 19 december 2001 door Thurbo AG 80 treinen van het type GTW 2/6 besteld bij Stadler Rail in Bussnang.
In 2008 werden tien treinstellen met het nummer RABe 2/6: 526 709-718 met een rijtuig verlengd en vernummerd in RABe 2/8: 526 781-790.
Op 20 november 2010 werd bekend dat Thurbo een order van 12 treinen heeft geplaatst. Deze treinen worden na 15 december 2013 als S-Bahn St. Gallen ingezet.

## Constructie en techniek
Het treinstel is opgebouwd uit een aluminium frame. Het treinstel heeft een lagevloerdeel. Deze treinstellen kunnen tot drie stuks gecombineerd rijden. De treinstellen zijn uitgerust met luchtvering.
De treinen 526 706 en 526 731-739 werden voor de uitvoering van de treindienst S22 Bülach - Schaffhausen - Singen (Hohentwiel) uitgerust met een tweede stroomafnemmer met breede sleepstuk en de Duitse Indusi.

#### Nummers en namen
De treinen van Thurbo kregen de volgende wapens of namen. Een aantal treinstellen hebben twee namen, een per zijde.
| Nummer    | Wapen/Naam                                       | Opmerkingen              |
| --------- | ------------------------------------------------ | ------------------------ |
| 526 701-8 | Kanton Thurgau                                   |                          |
| 526 702-6 | Culinarium - Shorley Frauenfeld                  |                          |
| 526 703-4 | Kanton St. Gallen                                |                          |
| 526 704-2 | Der scharfe Maxx                                 |                          |
| 526 705-9 | slowUp                                           |                          |
| 526 706-7 | Simone Niggli-Luder                              |                          |
| 526 707-5 | Radio Top/Tele Top                               |                          |
| 526 708-3 | Thurgau Mobil Steinach                           |                          |
| 526 709-1 | -                                                | vernummerd in: 526 781-0 |
| 526 710-9 | -                                                | vernummerd in: 526 782-8 |
| 526 711-7 | -                                                | vernummerd in: 526 783-6 |
| 526 712-5 | -                                                | vernummerd in: 526 784-4 |
| 526 713-3 | -                                                | vernummerd in: 526 785-1 |
| 526 714-1 | -                                                | vernummerd in: 526 786-9 |
| 526 715-8 | -                                                | vernummerd in: 526 787-7 |
| 526 716-6 | -                                                | vernummerd in: 526 788-5 |
| 526 717-4 | -                                                | vernummerd in: 526 789-3 |
| 526 718-2 | -                                                | vernummerd in: 526 790-1 |
| 526 719-0 | -                                                |                          |
| 526 720-8 | Ravensbuger Spieleland Spieleland-Express        |                          |
| 526 721-6 | -                                                |                          |
| 526 722-4 | Natura-Güggeli/Frifag Märwil                     |                          |
| 526 723-2 | -                                                |                          |
| 526 724-0 | Conny-Land-Express                               |                          |
| 526 725-7 | St. Galler Festspiele                            |                          |
| 526 726-5 | Klubschule Migros Rorschach/Rorschacherberg      |                          |
| 526 727-3 | Napoleon III                                     |                          |
| 526 728-1 | Läufelfingerli                                   |                          |
| 526 729-9 | Kanton Aargau                                    |                          |
| 526 730-7 | Säntispark/Fitnesspark Wil                       |                          |
| 526 731-5 | Schwarzwald Waldshut-Tiengen                     |                          |
| 526 732-3 | -                                                |                          |
| 526 733-1 | -                                                |                          |
| 526 734-9 | -                                                |                          |
| 526 735-6 | Rümikon                                          |                          |
| 526 736-4 | -                                                |                          |
| 526 737-2 | -                                                |                          |
| 526 738-0 | -                                                |                          |
| 526 739-8 | -                                                |                          |
| 526 740-6 | -                                                |                          |
| 526 741-4 | -                                                |                          |
| 526 742-2 | Keller Treppenbau Flawil                         |                          |
| 526 743-0 | -                                                |                          |
| 526 744-8 | Säntis Express                                   |                          |
| 526 745-5 | Stein am Rhein                                   |                          |
| 526 746-3 | Culinarium - Öpfelfarm Sirnach                   |                          |
| 526 747-1 | Culinarium Elgg                                  |                          |
| 526 748-9 | Elsau                                            |                          |
| 526 749-7 | -                                                |                          |
| 526 750-5 | Zürcher Weinland                                 |                          |
| 526 751-3 | -                                                |                          |
| 526 752-1 | -                                                |                          |
| 526 753-9 | Schifffahrtsgesellschaft                         |                          |
| 526 754-7 | -                                                |                          |
| 526 755-4 | Tageskarte Euregio Bodensee Rheinfall            |                          |
| 526 756-2 | -                                                |                          |
| 526 757-0 | Toggenburg St. Galler Rheintal                   |                          |
| 526 758-8 | Klubschule Migros Sargans                        |                          |
| 526 759-6 | -                                                |                          |
| 526 760-4 | myblueplanet                                     |                          |
| 526 761-2 | -                                                |                          |
| 526 762-0 | Stadler Rail                                     |                          |
| 526 763-8 | Thurgau                                          |                          |
| 526 764-6 | -                                                |                          |
| 526 765-3 | -                                                |                          |
| 526 766-1 | -                                                |                          |
| 526 767-9 | Kreuzlingen                                      |                          |
| 526 768-7 | Säntispark/Fitnesspark                           |                          |
| 526 769-5 | Thurgau Mobil                                    |                          |
| 526 770-3 | Spielwaren Stucki Bazenheid                      |                          |
| 526 771-1 | Appenzeller Bahnen/Appenzellerland Kanton Luzern |                          |
| 526 772-9 | TCS                                              |                          |
| 526 773-7 | -                                                |                          |
| 526 774-5 | Säntis                                           |                          |
| 526 775-2 | -                                                |                          |
| 526 776-0 | -                                                |                          |
| 526 777-8 | -                                                |                          |
| 526 778-6 | S-Bahn St. Gallen                                |                          |
| 526 779-4 | -                                                |                          |
| 526 780-2 | Tageskarte Euregio Bodensee Bussnang             |                          |
| 526 781-0 | Kanton Schaffhausen                              | ex 526 709-1             |
| 526 782-8 | Altstätten                                       | ex 526 710-9             |
| 526 783-6 | Culinarium - Der scharfe Maxx Bodensee           | ex 526 711-7             |
| 526 784-4 | slowUp                                           | ex 526 712-5             |
| 526 785-1 | Gemeinde Eschlikon                               | ex 526 713-3             |
| 526 786-9 | Bad Zurzach                                      | ex 526 714-1             |
| 526 787-7 | Barockes Bischofszell                            | ex 526 715-8             |
| 526 788-5 | Säntis Romanshorn                                | ex 526 716-6             |
| 526 789-3 | Reka Aadorf                                      | ex 526 717-4             |
| 526 790-1 | Winterthur Tourismus Zihlschlacht-Sitterdorf     | ex 526 718-2             |
| 526 791-9 | -                                                |                          |
| 526 792-7 | -                                                |                          |
| 526 793-5 | -                                                |                          |
| 526 794-3 | Chur                                             |                          |
| 526 795-0 | -                                                |                          |
| 526 796-8 | -                                                |                          |
| 526 797-6 | -                                                |                          |
| 526 798-4 | -                                                |                          |
| 526 799-2 | -                                                |                          |
| 526 800-8 | 100ste Thurbo GTW                                |                          |
| 526 801-6 | -                                                |                          |
| 526 802-4 | -                                                |                          |

## Treindiensten
Deze treinen worden door Thurbo AG ingezet op de volgende trajecten.
- Traject Spoorlijn Schaffhausen - Rorschach, ook als Seelinie bekend
- Traject Buchs (SG) – Sargans, tot december 2013

### S-Bahn St. Gallen
De volgende lijnen worden tot december 2013 gereden:
- Traject S1 Wil (SG) – St. Gallen – Heerbrugg – Altstätten (SG)
- Traject S2 Herisau – St. Gallen – Heerbrugg
- Traject S3 St. Gallen Haggen – St. Gallen – Romanshorn – Kreuzlingen – Schaffhausen (Seelinie)
- Traject S5 St. Gallen – Bischofszell – Weinfelden
- Traject S6 St. Gallen – St. Gallen Haggen
- Traject S7 Rorschach – Romanshorn – Weinfelden
- Traject S8 Schaffhausen – Kreuzlingen – Romanshorn – Rorschach
- Traject S9 Wil (SG) – Nesslau-Neu St. Johann

### S-Bahn Zürich
- Traject S16 (Thayngen – Winterthur HB –) Flughafen Zürich – Zürich HB – Herrliberg-Feldmeilen (– Meilen) (SBB)
- Traject S22 Bülach – Schaffhausen – Singen (Hohentwiel)
- Traject S26 Winterthur – Bauma (ZH) – Rüti (ZH) (– Rapperswil)
- Traject S29 Winterthur – Stein am Rhein
- Traject S30 Winterthur – Frauenfeld – Weinfelden (– Romanshorn)
- Traject S33 Winterthur – Andelfingen (ZH) – Schaffhausen
- Traject S35 Winterthur – Wil (SG)
- Traject S41 Winterthur – Bülach – Bad Zurzach – Waldshut

### Nacht net (nachttreinen)
- Winterthur – Wil – St.Gallen

3 nacht verbindingen per richting (ieder uur)
aansluiting in Winterthur van / naar Zürich
- Winterthur – Romanshorn (– Kreuzlingen)

3 nacht verbindingen per richting (ieder uur)
aansluiting in Winterthur van / naar Zürich
- Winterthur – Schaffhausen (– Kreuzlingen)

2 nacht verbindingen per richting (om de twee uur)
aansluiting in Winterthur van / naar Zürich
- Konstanz/Kreuzlingen – Weinfelden

ieder uur in beide richting
aansluiting in Weinfelden van / naar Winterthur
- Romanshorn – Kreuzlingen/Konstanz – Schaffhausen

nachtverbindingen over Konstanz
aansluiting in Romanshorn van / naar St. Gallen

## Foto's

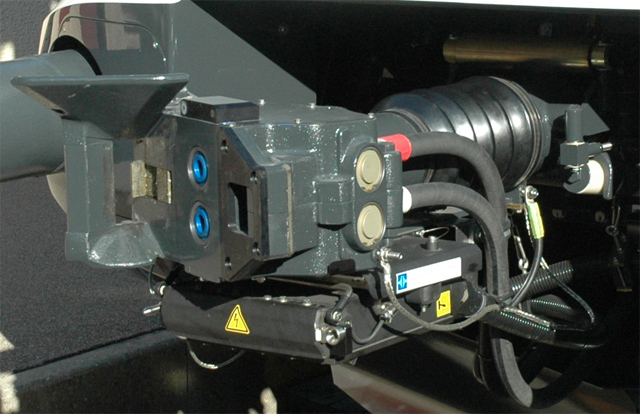
Koppeling type Schwab FK 15-10.
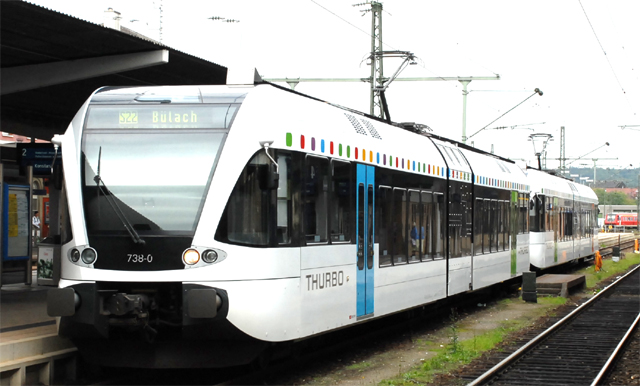
Thurbo GTW 738-0 op 6 september 2007 te Singen.